# تپه چشمه سفید شبانکاره

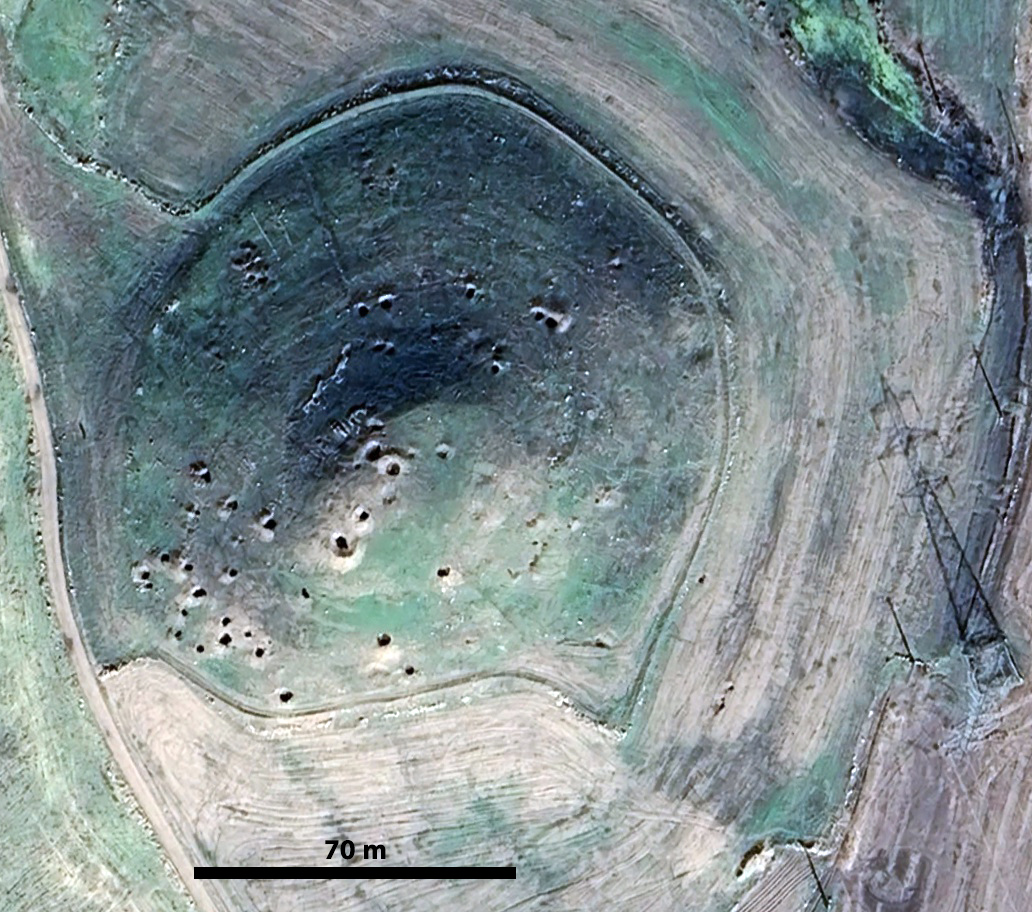
عکس هوایی تپه شبانکاره

تپه چشمه سفید شبانکاره مربوط به دوران پیش از تاریخ ایران باستان است و در شهرستان جوانرود، بخش روانسر، روستای چشمه سفید شبانکاره واقع شده و این اثر در تاریخ ۲۳ شهریور ۱۳۸۲ با شمارهٔ ثبت ۱۰۱۳۵ به‌عنوان یکی از آثار ملی ایران به ثبت رسیده است.